# Stegastes acapulcoensis
Stegastes acapulcoensis es una especie de peces de la familia Pomacentridae en el orden de los Perciformes.

## Morfología
Los machos pueden llegar alcanzar los 17 cm de longitud total.

## Hábitat
Es un pez de mar.

## Distribución geográfica
Se encuentra desde la Península de Baja California (México) hasta el Perú, incluyendo las Islas Galápagos.